# Martin Munthe
Karl Martin Emanuel Munthe, ursprungligen Söderberg, född 3 maj 1970 i Malmö Sankt Johannes församling, är en svensk filmregissör, manusförfattare, filmfotograf och filmproducent. 
Martin Munthe, som är uppvuxen i Stockholm, är son till Ingrid Munthe och poeten Lasse Söderberg samt bror till Lisa Munthe. Han växte upp med Lorne de Wolfe som adoptivfar. Martin Munthe är sedan 2005 gift med filmjournalisten Emma Gray Munthe.
Munthe har regisserat långfilm för både svenska och utländska produktionsbolag. 

## Filmografi (regissör)
- Rödvin, cigaretter, Jesus och ännu en film om boxning (1998)
- Hjärta av sten (2000)
- Trio (2001)
- Camp Slaughter (2004)
- Stinger (2005)
- Frostbiten (second-unit director)
- Battle of the Gods (2021)
- Big Bad Wolf (2022)